# Motion in the Ocean
| 전문가 평가  | 전문가 평가 |
| 평가 점수    | 평가 점수   |
| 출처         | 점수        |
| ------------ | ----------- |
| AllMusic     | [ 1 ]       |
| The Guardian | [ 2 ]       |
| Planet Sound | 3/10        |

《Motion in the Ocean》은 영국의 팝 록 밴드 맥플라이가 발매한 세 번째 스튜디오 음반이다. 이 음반은 2006년 11월 6일, 영국에서 발매되었다. 이 음반은 발매 이후 영국에서 300,000장 이상이 팔리며 플래티넘 인증을 받았다. 이 음반의 투어 에디션은 2007년 5월 14일에 발매되었다. 보너스 트랙 〈Baby's Coming Back〉의 추가와 함께, 이 음반은 웸블리 아레나에서 라이브로 녹음된 Motion in the Ocean Tour 2006의 DVD와 함께 제공되었다. 그 음반은 한정판이었다. 이 음반의 버전은 11,256장이 팔리면서 공식 음반 차트에서 14위에 올랐다.

## 배경
이 음반은 아일랜드 웨스트미스주의 그라우스 로지 녹음 스튜디오에서 녹음되었다. 이 음반의 첫 곡인 〈We Are the Young〉은 싱글 〈Star Girl〉 데모 B-사이드로 처음 등장했다. 이 버전은 피아노 리프가 더 강한 약간 다르다. 〈Please, Please〉는 드러머 해리 저드가 맥플라이가 출연한 영화 《행운을 돌려줘》의 촬영장에서 만났던 여배우 린제이 로한에 대한 명백한 언급을 포함하고 있다. 로한은 구체적으로 언급되지 않았지만, 이 노래의 비디오에 등장하는 여성은 녹색 눈, 빨간 머리, 린제이라는 이름을 가지고 있다.

## 곡 목록
| #   | 제목                           | 작사·작곡                                                                           | 재생 시간 |
| --- | ------------------------------ | ----------------------------------------------------------------------------------- | --------- |
| 1.  | 〈We Are the Young〉           | 톰 플레처, 대니 존스, 더기 포인터, 해리 저드, 줄리언 에머리, 제이슨 페리, 제임스 본 | 3:54      |
| 2.  | 〈Star Girl〉                  | 플레처, 존스, 포인터, 저드, 에머리, 페리, 대니얼 P. 카터                            | 3:28      |
| 3.  | 〈Please, Please〉             | 플레처, 존스, 포인터, 저드, 페리                                                    | 3:09      |
| 4.  | 〈Sorry's Not Good Enough〉    | 플레처, 존스, 포인터, 저드, 에머리, 페리                                            | 4:27      |
| 5.  | 〈Bubble Wrap〉                | 플레처                                                                              | 5:12      |
| 6.  | 〈Transylvania〉               | 플레처, 포인터                                                                      | 4:10      |
| 7.  | 〈Lonely〉                     | 플레처, 본                                                                          | 3:52      |
| 8.  | 〈Little Joanna〉              | 플레처, 존스, 포인터                                                                | 3:56      |
| 9.  | 〈Friday Night〉               | 플레처, 존스, 포인터, 저드, 페리, 카터                                              | 3:22      |
| 10. | 〈Walk in the Sun〉            | 플레처, 존스                                                                        | 4:35      |
| 11. | 〈Home Is Where the Heart Is〉 | 플레처, 존스, 페리                                                                  | 4:31      |

## 인증
| 국가                               | 인증     | 판매량/출하량 |
| ---------------------------------- | -------- | ------------- |
| 영국 (BPI)                         | 플래티넘 | 300,000       |
| 판매량+스트리밍을 기반으로 한 인증 |          |               |